# William Frederick Purcell
William Frederick Purcell, abreviat Purcell, (Londres, 18 de setembre de 1866 - Ciutat del Cap, 3 d'octubre de 1919) fou un aracnòleg i zoòleg sud-africà. És considerat el fundador de l'aracnologia moderna dins Sud-àfrica.
Purcell Va ser el primer zoòleg sud-africà que va empendre un estudi sistemàtic d'aranyes, enginyant claus i proporcionant descripcions plenes d'espècies. Fins llavors Arthur Stanley Hirst (1883-1930), Pickard-Cambridge i R. I. Pocock del Museu britànic havien anomenat les aranyes que els enviaven ocasionalment de fonts sud-africanes. Especialment Pocock rebia espècimens desconeguts de Natal i Rhodèsia, molts provenien de Selmar Schonland, el professor de botànica a la Rhodes University.

## Tàxons anomenats en honor seu
- Dendryphantes purcelli Peckham & Peckham, 1903
- Euophrys purcelli Peckham & Peckham, 1903
- Hermacha purcelli (Simon, 1903)
- Pellenes purcelli Lessert, 1915
- Spiroctenus purcelli Tucker, 1917
- Stasimopus purcelli Tucker, 1917
- Gandanameno purcelli (Tucker, 1920)
- Asemesthes purcelli Tucker, 1923
- Drassodella purcelli Tucker, 1923
- Scotophaeus purcelli Tucker, 1923
- Theuma purcelli Tucker, 1923
- Anyphops purcelli (Lawrence, 1940)
- Trabea purcelli Roewer, 1951

## Tàxons descrits
| - Avellopsis Purcell, 1904 - Avellopsis capensis Purcell, 1904 - Calculus Purcell, 1910 - Calculus bicolor Purcell, 1910 - Chelypus Purcell, 1902 - Chelypus barberi Purcell, 1902 - Chelypus wuehlischi Purcell, 1902 - Ctenolophus Purcell, 1904 - Ctenolophus cregoei (Purcell, 1902) - Ctenolophus kolbei (Purcell, 1902) - Ctenolophus pectinipalpis (Purcell, 1903) - Ctenolophus spiricola (Purcell, 1903) - Diaphractus Purcell, 1907 - Diaphractus leipoldti Purcell, 1907 - Diploglena Purcell, 1904 - Diploglena capensis Purcell, 1904 - Galeosoma Purcell, 1903 - Galeosoma scutatum Purcell, 1903 - Gorgyrella Purcell, 1902 - Gorgyrella namaquensis Purcell, 1902 - Gorgyrella schreineri Purcell, 1903 - Harpactirella Purcell, 1902 - Harpactirella domicola Purcell, 1903 - Harpactirella helenae Purcell, 1903 - Harpactirella karrooica Purcell, 1902 - Harpactirella lapidaria Purcell, 1908 - Harpactirella lightfooti Purcell, 1902 - Harpactirella longipes Purcell, 1902 - Harpactirella magna Purcell, 1903 - Harpactirella schwarzi Purcell, 1904 - Harpactirella spinosa Purcell, 1908 - Harpactirella treleaveni Purcell, 1902 - Hottentotta arenaceus (Purcell, 1902) - Lepthercus Purcell, 1902 - Lepthercus dregei Purcell, 1902 - Lipophaga Purcell, 1903 - Lipophaga trispinosa Purcell, 1903 - Matundua silvatica (Purcell, 1904) - Melanoblossia Purcell, 1903 - Melanoblossia braunsi Purcell, 1903 - Melanoblossia globiceps Purcell, 1903 - Opistophthalmus ater Purcell, 1898 - Opistophthalmus crassimanus Purcell, 1899 - Opistophthalmus flavescens Purcell, 1898 - Opistophthalmus fossor Purcell, 1898 - Opistophthalmus fuscipes Purcell, 1899 - Opistophthalmus gigas Purcell, 1898 | - Opistophthalmus granicauda Purcell, 1898 - Opistophthalmus karrooensis Purcell, 1898 - Opistophthalmus laticauda Purcell, 1898 - Opistophthalmus leipoldti Purcell, 1898 - Opistophthalmus longicauda Purcell, 1899 - Opistophthalmus pattisoni Purcell, 1899 - Opistophthalmus peringueyi Purcell, 1898 - Opistophthalmus schlechteri Purcell, 1898 - Phrynichodamon scullyi (Purcell, 1902) - Pionothele Purcell, 1902 - Pionothele straminea Purcell, 1902 - Proevippa Purcell, 1903 - Proevippa biampliata (Purcell, 1903) - Proevippa bruneipes (Purcell, 1903) - Proevippa fascicularis (Purcell, 1903) - Proevippa lightfooti Purcell, 1903 - Proevippa schreineri (Purcell, 1903) - Pterartoria Purcell, 1903 - Pterartoria arbuscula (Purcell, 1903) - Pterartoria fissivittata Purcell, 1903 - Pterartoria flavolimbata Purcell, 1903 - Pterartoria polysticta Purcell, 1903 - Seothyra Purcell, 1903 - Seothyra fasciata Purcell, 1904 - Seothyra schreineri Purcell, 1903 - Toreus Purcell, 1903 - Toreus capensis (Purcell, 1899) - Xerophaeus Purcell, 1907 - Xerophaeus ahenus Purcell, 1908 - Xerophaeus appendiculatus Purcell, 1907 - Xerophaeus aridus Purcell, 1907 - Xerophaeus aurariarum Purcell, 1907 - Xerophaeus capensis Purcell, 1907 - Xerophaeus communis Purcell, 1907 - Xerophaeus crustosus Purcell, 1907 - Xerophaeus exiguus Purcell, 1907 - Xerophaeus flavescens Purcell, 1907 - Xerophaeus hottentottus Purcell, 1908 - Xerophaeus lightfooti Purcell, 1907 - Xerophaeus longispinus Purcell, 1908 - Xerophaeus lunulifer Purcell, 1907 - Xerophaeus patricki Purcell, 1907 - Xerophaeus perversus Purcell, 1923 - Xerophaeus rostratus Purcell, 1907 - Xerophaeus spiralifer Purcell, 1907 - Xerophaeus spoliator Purcell, 1907 |